# Самарканд (газета, 1913)
«Самарка́нд» (узб., перс. и тадж. سمرقند) — общественно-политическая и литературная газета в Российской империи, которая издавалась джадидами. Газета выходила на узбекском (на арабо-персидской письменности), персидском (фактически на таджикском языке, но только на арабо-персидской письменности) и русском языках два раза в неделю. Тираж газеты составлял от 400 до 600 экземпляров. Главный офис располагался в городе Самарканд.
Первый выпуск газеты «Самарканд» вышел 15 апреля 1913 года. Главным редактором и издателем являлся Махмудходжа Бехбуди. В газете освещалась общественно-политическая обстановка в Средней Азии и Российской империи, печатались статьи посвященные литературе и поэзии, небольшие рассказы и стихотворения различных авторов, статьи о необходимых общественно-политических реформах в Туркестанском генерал-губернаторстве. Также в газете печатались некоторые статьи из газет стран Европы и США, произведения Ходжи Муина, Мунавваркори, Фитрата, Камия, Саидреза Ализаде, Сыддыки Аджзи, Нусратилла Кудратилла оглы, Раджи и других.
Последний выпуск газеты вышел 17 сентября 1913 года. После этого издание газеты было прекращено из-за нехватки финансовых средств. Время прекращения издания газеты совпадала с началом издания журнала «Ойна» Махмудходжой Бехбуди. В апреле 1917 года газета была возрождена, и ее преемником стала газета «Хуррият», которая существует до наших дней, но под названием «Зарафшан».